# Рамаз Урушадзе
Рамаз Урушадзе (на грузински: რამაზ ურუშაძე; на руски: Рамаз Урушадзе) е съветски футболист. Майстор на спорта на СССР (1961).
Негов син е режисьорът Заза Урушадзе (р. 1965).

## Кариера
В шампионата на СССР има 252 мача (от които 161 за Динамо Тбилиси), като титуляр, а с националния отбор на СССР изиграва 2 мача. Участник на Евро 1964.